# Wilhelm Jägerroos
Svante Wilhelm Jägerroos, född 10 juni 1898 i Pyhäjärvi Nl i Storfurstendömet Finland, död 30 augusti 1956 i Helsingfors i Finland, var en finländsk företagare och företagsledare som tilldelades hederstiteln kommerseråd.

## Biografi
Jägerroos föräldrar var arbetsledaren Johan Wilhelm Jägerroos och Emilia Sofia Isaksson. Från 1923 var han gift med Elsa Lydia Korhonen. Jägerroos avlade studentexamen vid Jyväskylä lyceum 1919 och examen vid Helsingfors handelshögskola 1922.
Jägerroos arbetade som praktikant vid Högfors bruk i Pyhäjärvi 1920 och vid Johan Parviainens fabriker i Jyväskylä 1921. Därefter var han kontorschef vid Suomen Ratapölkkykonttori Oy i Helsingfors 1922–1925 och i Viborg 1925–1927. Mellan 1927 och 1930 var Jägerroos bolagets verkställande direktör samt delägare och styrelseledamot. Vid Statens Svavelsyra- och Superfosfatfabrik tjänstgjorde Jägerroos som kontorschef i Villmanstrand mellan 1930 och 1940 och i Helsingfors från 1940 till 1945. Han var chef för administrativa avdelningen 1945–1953 och styrelseledamot 1946–1952. Jägerroos var också chef för administrativa avdelningen och styrelseledamot vid Vihtavuori Oy 1946–1950. Han var medgrundare och styrelseledamot i Oy Helsingin Kyllästyslaitos från 1947 samt i Oy Impregno Ab från samma år.
Jägerroos var ledamot i Villmanstrands stadsfullmäktige från 193 till 1940 och hade flera andra förtroendeuppdrag. Hans militära grad var reservofficer med löjtnants rang. Jägerroos tilldelades titeln kommerseråd år 1954.